# Alma Webster Powell
Alma Webster Powell (Chicago, Illinois, 1874 - ?, 1930) fou una soprano estatunidenca. Estudià música en la Universitat de Colúmbia i amb professors particulars, i debuta en la Reial Òpera de Berlín en el rol de Rossina del El barber de Sevilla; després va cantar en altres teatres de Viena, Múnic, Praga i en el Metropolitan Opera de Nova York. Des de 1902 fins a 1905 efectuà una gira per Rússia i altres països europeus. Es dedicà a l'ensenyança del cant, i al aconseguir el títol de professora presentà la tesi Music as a Human Need. Compongué Advanced School of Vocal Art (1911).